# Belvedere (California)
Belvedere, fundada en 1896 es una ciudad ubicada en el condado de Marin en el estado estadounidense de California. En el año 2000 tenía una población de 2,125 habitantes y una densidad poblacional de 337.3 personas por km².

## Geografía
Belvedere se encuentra ubicada en las coordenadas 37°52′22″N 122°27′52″O / 37.87278, -122.46444. Según la Oficina del Censo, la ciudad tiene un área total de 6,3 km² (2,4 mi²), de la cual 1,4 km² (0,5 mi²) es tierra y 4,9 km² (1,9 mi²) (78%) es agua.

## Demografía
Según la Oficina del Censo en 2000 los ingresos medios por hogar en la localidad eran de $130,796, y los ingresos medios por familia eran $185,590. La renta per cápita para la localidad era de $113,595. Alrededor del 5.7% de la población estaban por debajo del umbral de pobreza.